# Victoria Dunes
Koordinaten: 77° 23′ S, 162° 9′ O
Die Victoria Dunes sind rund 8 km lange Sanddünen im ostantarktischen Viktorialand. Im Victoria Valley verlaufen sie unmittelbar nordöstlich des Lake Vida und unmittelbar südwestlich des Unteren Victoria-Gletschers. Sie liegen etwa 16 km südlich des Zentrums der Saint Johns Range.
Das Advisory Committee on Antarctic Names benannte die Dünen 2014 in Anlehnung an die Benennung des gleichnamigen Tals. Dessen Namensgeber ist die Victoria University of Wellington.